# إدارة الأمم المتحدة للشؤون السياسية وبناء السلام
إدارة الأمم المتحدة للشؤون السياسية وبناء السلام (بالإنجليزية: United Nations Department of Political and Peacebuilding Affairs)‏ واختصاراً (بالإنجليزية: DPPA)‏ هي إدارة تابعة للأمانة العامة للأمم المتحدة مسؤولة عن رصد وتقييم التطورات السياسية العالمية وتقديم المشورة والمساعدة للأمين العام للأمم المتحدة ومبعوثيه في مجال منع نشوب النزاعات وحلها سلميا في جميع أنحاء العالم.
تتم إدارة القسم من قبل البعثات السياسية الميدانية في إفريقيا وآسيا الوسطى والشرق الأوسط، وقد عمل في السنوات الأخيرة على زيادة قدراته المهنية في الوساطة في النزاعات والدبلوماسية الوقائية.
كما تشرف الإدارة على المساعدة الانتخابية التي تقدمها الأمم المتحدة للدول الأعضاء في المنظمة. أُنشئ القسم في عام 1992، وهو مسؤول أيضًا عن توفير دعم أداء الأعمال المكتبية لمجلس الأمن التابع للأمم المتحدة ولجنتين دائمتين أنشأتهما الجمعية العامة بشأن حقوق الشعب الفلسطيني وإنهاء الاستعمار. يقع مقر الإدارة في مقر الأمم المتحدة في نيويورك.
في 28 مارس 2018، أعلن الأمين العام للأمم المتحدة أنطونيو غوتيريش تعيين الدبلوماسية الأمريكية السابقة روزماري ديكارلو، وكيلة الأمين العام للشؤون السياسية. لتكون خلفا للأمريكي جفري فيلتمان الذي أكمل مهمته في 31 مارس 2018.

## الطاقم
- روزماري ديكارلو - وكيلة الأمين العام للشؤون السياسية وبناء السلام
- أوسكار فرنانديز تارانكو - الأمين العام المساعد لدعم بناء السلام[3]
- بينتو كيتا - الأمين العام المساعد لأفريقيا[4]
- ميروسلاف جينكا - الأمين العام المساعد لأوروبا وآسيا الوسطى والأمريكتين[5]
- محمد خالد خياري - الأمين العام المساعد للشرق الأوسط وآسيا والمحيط الهادئ[6]